# ミシェル・シュヴァルベ
ミシェル・シュヴァルベ（Michel Schwalbé、1919年10月27日 - 2012年10月9日）は、ポーランド生まれのユダヤ系ヴァイオリニスト。

## 経歴
ワルシャワ音楽院でモーリス・フレンケルに師事した後、パリ音楽院でジョルジェ・エネスク、ピエール・モントゥー、ジュール・プーシュリに師事した。1944年～46年、スイス・ロマンド管弦楽団のコンサートマスターを務めた。また、シュヴァルベ弦楽四重奏団を結成した。 1957年、ヘルベルト・フォン・カラヤンに招かれ、ベルリン・フィルハーモニー管弦楽団の第1コンサートマスターに就任した。使用楽器は、ストラディバリウス。
ヴァイオリン教師としては、1948年からジュネーヴ音楽院の教授を務めていた。弟子に服部譲二、安永徹などがいる。

## その他
- カラヤンを支えた名コンサートマスター(中村真人・ベルリン 音のある町)